# M/S Scottish Viking
M/S Scottish Viking, RoPax-fartyg som går mellan Nynäshamn och Ventspils för Stena Line. Fartyget tillhör den mycket framgångsrika serien av Ropax-fartyg från Visentini med mer än tjugo beställda fartyg.

## Historik
Levererad 2009 och insatt för Norfolkline mellan Zeebrygge och Rosyth. Från och med årsskiftet 2010/11 utchartrad till Stena Line och insatt Nynäshamn-Ventspils. År 2020 omflaggades hon och fick hemmahamn i Venedig.